# Мартынов, Николай Петрович
Николай Петрович Мартынов (1793 или 1794 — 1856) — генерал-лейтенант русской императорской армии, участник Наполеоновских войн и Польской кампании 1831 года. сенатор (1839—1856).

## Биография
Родился, по одним сведениям в 1793 году, по другим в 1794 году. Происходил из древнего русского дворянского рода; отец, подпоручик Пётр Егорович Мартынов (1754 — после 1807). Семья была многодетной; кроме Николая известность получил его брат Павел (1782—1838) — генерал-адъютант, командир лейб-гвардии Измайловского полка, комендант Петропавловской крепости.
С 17 марта 1804 года воспитывался в 1-м кадетском корпусе.
В военную службу вступил в 1811 году, принимал участие в Отечественной войне 1812 года и Заграничных походах 1813—1814 годов, за отличие был награждён орденом Святой Анны 4-й степени и золотой шпагой с надписью «За храбрость».
В 1823 году произведён в полковники и 6 декабря 1829 года в генерал-майоры, с назначением бригадным командиром Астраханского и Фанагорийского гренадерских полков.
В 1831 году Мартынов сражался с поляками. За отличие в сражении при Остроленке он был 22 августа 1831 года награждён орденом Святого Георгия 4-й степени (№ 4537 по кавалерскому списку Григоровича — Степанова) а спустя два месяца, 18 октября, получил тот же орден Святого Георгия 3-й степени (№ 452 по кавалерским спискам)
В воздаяние отличнаго мужества и храбрости, оказанных 25 и 26 августа 1831 года при штурме варшавских укреплений.
Накануне взятия Варшавы он лишился глаза.
21 апреля 1832 года награждён орденом Святой Анны 1-й степени.
Произведённый 1 января 1839 года в генерал-лейтенанты Мартынов в тот же день был назначен присутствующим в Московский департамент Сената. Также он был почётным опекуном Московского опекунского совета, членом Главного совета женских учебных заведений в Москве и первым директором Измайловской военной богадельни (с 12.03.1850).
Среди прочих наград он имел ордена Святого Владимира 2-й степени (29 декабря 1841 года) и Белого орла (1 июля 1848 года).
Скончался 22 апреля (4 мая) 1856 года.

## Награды
- Орден Святой Анны 4-й степени (1813)
- Орден Святого Владимира 4-й степени с бантом (20.01.1814)
- Золотая шпага с надписью «За храбрость» (1815)
- Орден Святой Анны 2-й степени (22.08.1826)
- Орден Святого Георгия 4-й степени (22.08.1831)
- Орден Святого Владимира 3-й степени (06.09.1831)
- Орден Святого Георгия 3-й степени (18.10.1831)
- Знак отличия за военное достоинство 2-й степени (1832)
- Орден Святой Анны 1-й степени (21.04.1832)
- Орден Святого Владимира 2-й степени (29.12.1841)
- Орден Белого орла (01.07.1848)